# Конституция VIII года
Конституция VIII года — основной закон Первой Французской республики при десятилетнем консульстве. Фактически устанавливала диктатуру первого консула Наполеона Бонапарта, хотя прямо не провозглашала её.

## Подготовка Конституции VIII года
После того, как выяснилось, что переворот 18 брюмера прошёл для него безнаказанным, Наполеон Бонапарт принял решение упрочить свою власть с помощью новой конституции.
19 брюмера одновременно с учреждением временного консульства был издан декрет, в силу которого сессия Законодательного корпуса прерывалась и каждая из двух его палат (Совет старейшин и Совет пятисот) должна избрать комиссию из 25 своих членов для выработки изменений, которые будут внесены в Конституцию III года. В комиссию от Совета пятисот между прочими вошёл и брат Наполеона Люсьен Бонапарт. В основу проекта было принято решение положить идеи Сийеса.

### Первый план Сийеса
Народ составляет списки «лучших людей» (notabilités), из числа которых так называемый «глашатай выборов» (proclamateur-électeur) выбирает должностных лиц государства. Исполнительная власть принадлежит Государственному совету из 50 членов. Законодательное собрание избирается всенародным голосованием. Кроме того, учреждаются трибунат, конституционное жюри и блюстительный сенат, которым принадлежит судебная власть. «Глашатай выборов» назначается именно этим блюстительным сенатом. Этот орган имеет также право смещать «глашатая» и трибунов, которые начинают завоёвывать слишком большую популярность.
Бонапарт не нашёл для себя место в этом проекте и высмеял его. Сийесу пришлось составить другой проект.

### Второй план Сийеса
Вся полнота исполнительной власти принадлежит не Государственному совету, а двум советам — Военному и Мирному. Бонапарту отводилась роль главы этих советов, но его власть была ограничена различными способами, что честолюбивому полководцу также не могло понравиться. Несмотря на то, что комиссии склонялись ко второму плану, Бонапарт помешал его обсуждению и заставил Сийеса замолчать.

### План комиссий
Взяв за основу второй план Сийеса, комиссии ограничили свободу выборов имущественным цензом, оставив все остальное устройство государства таким, как оно было изложено у Сийеса. Этот план был опубликован в газетах и подвергся жестокой критике со стороны общественности.

### План Дону
Дону взял за основу Конституцию III года, заменил старые названия государственных учреждений новыми (консульство, сенат, трибунат) и отменил имущественный ценз. Естественно, что Бонапарт отверг и этот проект.

### План Бонапарта
В конце концов Бонапарт у себя дома продиктовал проект новой конституции, который даже не был представлен на обсуждение в комиссиях. Члены комиссий подписали его поодиночке 22 фримера. По сути, тем самым свершился новый государственный переворот, ещё более важный для страны, чем 18 брюмера, поскольку произошла не просто смена правящей элиты, как 18 брюмера, а изменился самый государственный строй, французский парламентаризм фактически перестал существовать.

## Конституция VIII года
Эта конституция представляла собой настоящую пародию на идеи Сийеса и Дону. Она состояла из 95 статей, расположенных без всякого систематического порядка.

### Основные права и свободы
Декларация прав человека и гражданина в ней не упоминается, не сказано о свободе печати, гарантируется лишь личная безопасность (статьи 76—82).

### Выборы
Признавая народ носителем верховной власти, она тем не менее лишает его права выбирать депутатов и путём принципа народного представительства посредством депутатов издавать законы, контролировать государственные финансы и т. д.
Гражданином признавался француз в возрасте от 21 года, не являющийся наёмным рабочим и живущий в одном месте не менее года. Страна была разделена на коммунальные округа, все граждане которого избирали комиссию в количестве одной десятой от всего числа граждан округа. Эта комиссия составляла окружной список, из которого выбирались члены окружной администрации. Окружные списки каждого департамента также сокращались до одной десятой, и так составлялся департаментский список, по которому избираются должностные лица администрации департамента. Но кто именно выбирает по этим спискам окружных и департаментских чиновников, в конституции ясно не говорилось. Только в статье 41 вскользь упоминалось о праве первого консула назначать «чинов местного управления». Действительно после вступления Конституции VIII года в силу Бонапарт самостоятельно назначил всех префектов, супрефектов, членов генеральных и муниципальных советов.
Департаментские списки должны были опять-таки сами, внесёнными в них лицами, сократиться до одной десятой. Это был национальный список тех, кто имел право быть избираемым на государственные должности, то есть в депутаты, трибуны и т. д. Вакансии, образовавшиеся в этих списках, замещались только раз в три года. Но составлять такой национальный список лица, внесённые в департаментский список, могли только в следующий раз, что полностью развязывало Бонапарту руки.

### Судебная власть
Блюстительный сенат должен был назначать государственных чиновников и охранять государственный строй. Он состоял из 60 пожизненных членов в возрасте от 40 лет. Ежегодно в течение 10 лет он должен был принимать в свой состав по 2 новых члена, чтобы в конечном итоге число его членов возросло до 80. В соответствии со статьёй 24 Сийес и Роже Дюко, перестававшие быть консулами, становились членами блюстительного сената и вместе с новыми вторым и третьим консулом должны были избрать большинство сената. Новые члены взамен выбывших избирались из трёх кандидатов, предоставляемых Законодательным корпусом, трибунатом и первым консулом.
Блюстительный сенат назначал членов Законодательного корпуса, трибунов, консулов, кассационных судей и комиссаров государственного контроля; одобрял или кассировал акты, на которые трибунат или правительство указывали как на противоречащие конституции.

### Законодательная власть
Право вносить законопроекты принадлежит исключительно правительству. Законопроект вырабатывается Государственным советом и вслед за тем представляется трибунату и Законодательному корпусу.
Трибунат состоит из 100 членов в возрасте от 25 лет, назначаемых сенатом на 5 лет. Они могут быть переизбраны. Ежегодно состав трибуната обновляется на одну пятую.
Законодательный корпус состоит из 300 членов в возрасте от 30. Правила его формирования те же, что у трибуната. В Законодательном корпусе обязательно должен находиться хотя бы один представитель от каждого департамента.
Трибунат обсуждает законопроекты, принимает или отвергает их и направляет их в Законодательный корпус вместе с тремя своими представителями для обоснования своего мнения. Законодательный корпус также выслушивает представителей правительства и Государственного совета, затем проводится тайное голосование без прений.
Сессия Законодательного корпуса длится всего четыре месяца в год. Трибунат на время перерыва своих сессий избирает постоянную комиссию.

### Исполнительная власть
Принадлежит трём консулам, избираемым на 10 лет. Они могут быть переизбраны сколько угодно раз. Они назначаются сенатом. Но в первый раз их имена были указаны в самой конституции: первый консул — Бонапарт, второй — Камбасерес, третий — Лебрен. Фактически вся власть сосредоточена в руках первого консула: «он утверждает законы; назначает и сменяет членов Государственного совета, министров, послов и других иностранных агентов, офицеров армии и флота, чинов местного управления и правительственных комиссаров судебного ведомства. Он назначает уголовных и гражданских судей, исключая мировых и кассационных, но не может отрешать их от должности» (статья 41).
«Второй и третий консулы имеют совещательный голос. Они подписывают распоряжения первого консула и могут заносить в протокол собственное мнение, после чего решение первого консула вступает в силу» (статья 42).

## Плебисцит и принятие конституции
Плебисцит проходил путём публичной письменной подачи голосов в течение нескольких дней. Проект конституции не был выставлен для всенародного обсуждения, поскольку власти опасались негативной реакции общественности.
Подача голосов проходила не одновременно по всей стране: Париж голосовал в конце фримера (середина декабря 1799), а департаменты — в течение всего нивоза (конец декабря 1799 — первая треть января 1800). Законом от 3 нивоза (24 декабря) конституция была введена в действие. Таким образом, большинство избирателей голосовало, когда конституция уже фактически начала действовать.
18 плювиоза VIII года газета Bulletin de lois сообщила, что конституция принята 3.011.007 голосами против 1.562.
О событиях, происходивших во время плебисцита см. в статье Временное консульство.